# Federazione Svizzera di hockey su rotelle
La Federazione di hockey su rotelle della Svizzera (teː Schweizerischer Rollhockeyverband; fr: Fédération Suisse Rink-Hockey) è l'organo nazionale svizzero che governa e gestisce l'hockey su pista in Svizzera. L'ente ha la sede a Lyss. L'attuale presidente è Jean-Baptiste Piemontesi.

## Storia
L'associazione è stata fondata nel 1947 a Montreux.

## Organizzazione
L'Assemblea dei delegati è l'organo supremo della Federazione Svizzera di hockey su rotelle e si svolge una volta l'anno. I membri del Comitato Centrale (presidente e  quattro capi dipartimento) sono eletti per due anni e devono provvedere: all'attuazione del campionato e la coppa, a selezionare l'allenatore e a guidare le delegazioni alle Coppe del Mondo e europee.